# نقفور كارانتينوس
نقفور كارانتينوس (باليونانية: Νικηφόρος ὁ Καραντηνός)‏ كان جنرالًا بيزنطيًا عرف بقتاله البلغار في البلقان والنورمان في إيطاليا. المصادر الرئيسية لحياته هي تكملة سكيليتزس لجون سكيلتزس ولوبوس بروتوسباتاريوس والوقائع البارينزية مجهولة المصدر.